# Schabrakschakal
Schabrakschakal eller svartryggad schakal (Canis mesomelas) är en art inom familjen hunddjur vilken förekommer i Afrika. Enligt en studie från 2022 ska arten tillsammans med sidstrimmig schakal flyttas till släktet Lupulella.

## Utseende
Schabrakschakalen kännetecknas av en gråsvart rygg som är mörkare än resten av pälsen som är rödaktig och brungul. Pälsen är ljusare på undersidan. Svanstippen är oftast svartaktig och dessutom har arten en lodrätt svart strimma bakom skulderbladen men som kan vara ganska otydlig hos vissa individer. Kroppen (huvud och bål) är 65–90 centimeter lång och svansens 26–39 centimeter. Vikten varierar mellan 6 och 12 kilogram.

## Utbredning
Det finns två geografiskt skilda subpopulationer men dessa kategoriseras vanligtvis inte som underarter. Den ena förekommer i Tanzania, Kenya, Uganda, Somalia och Etiopien och den andra i Sydafrika, Namibia, södra Angola, Botswana och Zimbabwe.

## Ekologi

### Habitat
Schabrakschakalen lever vanligen på stäpp och i halvöknar. Den kan även överleva i extremt torra regioner. Arten kan även anpassa sig till andra habitat som buskskogar, öppna trädansamlingar och jordbruksmark. Den lever i låglandet, i bergstrakter och på högplatå upp till 3550 meter över havet.

### Social struktur
Den lever i familjegrupper som består av ett föräldrapar och deras ungar som kan härstamma från olika kullar. Ibland ansluter sig andra vuxna individer till gruppen. I vissa regioner markerar gruppen ett revir med avföring och urin. I andra regioner, där födotillgång är god förenar sig flera grupper till större flockar. Flockar med upp emot 80 individer har observerats. Schabrakschakalen är främst nattaktiv och i regioner med mycket människor är den bara aktiv på natten.

### Föda
Schabrakschakalen äter främst små ryggradsdjur som möss, hardjur, småfåglar och deras ägg samt ödlor. Födan utgörs även av insekter som gräshoppor och skalbaggar samt av andra ryggradslösa djur. Dessutom äter den i mindre utsträckning växtdelar. Större flockar av schabrakschakaler jagar ibland ungdjur av gasell. I södra Afrika, främst i Namibia, förekommer schakaler i närheten av kustlinjen och livnär sig av unga sälar eller tar placentan (livmoderkakan) som sälhonor lämnar efter sig. I detta område äter schabrakschakalen även fisk och musslor. I östra Afrika följer arten flockar med lejon för att äta av kvarlämnade kadaver.
I södra Afrika lever schabrakschakaler i närheten av människan och dessa djur födosöker i soptunnor och på soptippar eller dödar unga får och getdjur.

### Parning
Parningstiden ligger mellan maj och augusti. Honan föder efter cirka 60 dagars dräktighet en till sex ungar. Födelsen sker i en lya som kan ha flera ingångar. Ungarna föds blinda och de öppnar sina ögon efter ungefär 8 dagar. Ungdjuren lämnar boet tillfällig efter tre veckor och vid denna tidpunkt börjar de med fast föda. Honan slutar efter åtta till tio veckor med digivning. Dödligheten är störst fram till den fjortonde levnadsveckan och oftast överlever bara upp till tre ungar per kull. Ungarna blir vanligen efter 11 månader könsmogna och oftast stannar de ytterligare ett år i flocken. Individer i fångenskap blev 14 år gamla.

## Hot och status
Schabrakschakal är inte hotad utan kategoriseras av IUCN som livskraftig (LC).